# Zamarada terpsichore
Zamarada terpsichore är en fjärilsart som beskrevs av Charles Oberthür 1912. Zamarada terpsichore ingår i släktet Zamarada och familjen mätare. Inga underarter finns listade i Catalogue of Life.